# Lajtha György
Lajtha György (Budapest, 1930. március 10. – Budapest, 2021. augusztus 3.) Széchenyi-díjas magyar villamosmérnök, a műszaki tudomány kandidátusa, a műszaki tudomány doktora, az MTA köztestületének tagja.

## Élete
Lajtha Miklós György (1893–1973) és Fűhrer Mária (1901–?) fia. Édesapja a bőrgyártás és a bőrkereskedelem területén volt érdekelt, édesanyja festőművész volt. Nagybátyja Lajtha László (1892–1963) zeneszerző, népzenekutató, unokabátyja Lajtha László György (1920–1995) onkológus, sugárbiológus, egyetemi tanár. Apai nagyapjának testvére Lajta Béla (1873–1920) építész.
A Budapesti Református Gimnáziumban érettségizett. Villamosmérnöki oklevelét a budapesti Műegyetemen szerezte meg 1952-ben (Villamos Kar Híradástechnikai tagozat). Az egyetemi elhelyező bizottság egyik tagjának tanácsára elment a Posta Kísérleti Állomás Zombori utcai telephelyére, ahol két választási lehetősége is volt, hogy vagy a Rádió, vagy az Elektromos (Távíró és távbeszélő technikai) Osztályra kerüljön. Ez utóbbit választotta.
1964-ben, az addigi osztályvezető, Ocskay Szilárd, nyugdíjba vonulása után átvette az Elektromos osztály vezetését. Irányítása alatt zajlott többek között a jelzéstechnikai műszerek megalkotása és fejlesztése, az új átvitel- és kapcsolástechnikai technológiák kidolgozása, a távközlési hálózatok fejlesztése, amelyben több kiváló munkatársa, beosztottja vett részt.
1974-től 1986-ig a PKI tudományos igazgatóhelyettese volt. Számos tehetséges fiatal kollégával együttműködve több hiánypótló szakkönyvet írt és szerkesztett ebben az időszakban.
A műszaki tudomány kandidátusa fokozatot 1963-ban kapta meg, a Rövidtávú vivőfrekvenciás rendszer dinamika kompresszióval című disszertációjában a beszédjellemzőkhöz illeszkedő vivőfrekvenciás berendezések kutatásának, fejlesztésének és alkalmazásának kérdéseivel foglalkozott. A műszaki tudomány doktora akadémiai fokozatot 1975-ben szerezte meg, disszertációja a Módszerek távközlő hálózatok tervezéséhez címet kapta.
Oktatási tevékenysége keretében a hatvanas évektől kezdve tanított a BME szakmérnöki tanfolyamain, majd a Mérnöktovábbképző Intézet tanfolyamain. 1981-ben lett a BME Távközlési és Médiainformatikai Tanszékének címzetes egyetemi tanára. 2003-tól a Miskolci Egyetem gépészmérnöki karán tanított távközlési, elméleti villamosságtani ismereteket.
1986 és 1999 között a Magyar Posta, illetve a MATÁV fejlesztési tanácsadója, 1990-től nyugdíjasként. 1993 és 1999 között az MTA Távközlési Rendszerek Bizottságának elnöke, az Akusztikai Komplex Bizottság, az Informatikai Bizottság tagja volt. Egyidejűleg tagja a hírközlésért felelős miniszter munkáját támogató Távközlési Mérnöki Minősítő Bizottságnak. 1990-2005 között részt vett a Hírközlési és Informatikai Tudományos Egyesület (HTE) vezetésében, 2001-2005 között a HTE Híradástechnika c. folyóiratának szerkesztőbizottsági elnöke, 2008-tól a HTE tiszteletbeli szenátora.
1976 és 1986 között a Nemzetközi Távközlési Unió átvitelminőségével foglalkozó csoportjának tagja, alelnöke, majd elnöke. A Networks Hálózattervezési Szimpózium (International Network Planning Symposium) kezdeményezője, 1978 és 1994 között a 7 tagú tudományos bizottságának tagja.
Meghatározó szerepe volt a PKI tudásának közkinccsé válásában a PKI Közlemények elindításával 1959-ben, a PKI Tudományos Napok szervezésével 1970-től, a PKI 100 éve rendezvény és kiadvány megszületésében 1991-ben.
Munkássága során meghatározó szerepet töltött be a magyar távközlési rendszerek és hálózatok fejlesztésében, iskolateremtő volt a szakterületén folyó tudományos kutatásban, aktívan részt vett a hazai és nemzetközi tudományos közéletben. Szakmai tevékenysége a távközlés széles területére terjedt ki: vivőfrekvenciás és PCM átviteltechnika, beszédérthetőség vizsgálata, fényvezetők szerelése és méréstechnikája, távközlő hálózatok tervezési módszerei, forgalmi torlódások terjedésének kutatása, hálózatok megbízhatóságának számítási eljárásai stb.

## Főbb művei
- Rendszertechnika, 1-3.; Tankönyvkiadó, Bp., 1964–1965
- A postai kutatás története (KPM Postafőosztály, 1971) (főszerkesztő: Szekér Ferenc)
- Távközlő-hálózatok elmélete és tervezése (Műszaki Könyvkiadó, 1971)
- PCM a távközlésben (Műszaki Könyvkiadó, 1978), szerkesztő Lajkó Sándorral együtt
- Fénytávközlő rendszerek és elemeik (Akadémiai Kiadó, 1987,) Szép Ivánnal
- Postamérnöki szolgálat második 50 éve, 1938-1988 (Magyar Távközlési Vállalat, 1991), főszerkesztő
- Távközlő hálózatok és informatikai szolgáltatások (on-line könyv), főszerkesztő[3]
- Johann Günther–Lajtha György: Távközlésről felhasználóknak; Magyar Távközlési Részvénytársaság, Bp., 1993
- Gábor Dénes díjasok az innováció élvonalában I. (Novofer Alapítvány, 2003), szerkesztő
- Emberek és események, Szubjektív visszaemlékezések a távközlés elmúlt 50 évére (Puskás Tivadar Távközlési Technikum, 2007)
- Emberek és események. Szubjektív visszaemlékezések a távközlés elmúlt 50 évére; 2. átdolg. kiad.; Tivadar Távközlési Technikum, Bp., 2007

## Publikációi
Publikációinak listáját, amely 2008-ig 69 tételből áll, az MTA honlapja tartalmazza.

## Díjai, elismerései
- Virág-Pollák-díj (1967)
- Pollák-Virág-díj (1975)
- Eötvös Loránd-díj (1981)
- Puskás Tivadar-díj (1982)
- Puskás Tivadar-díj (1991)
- Mihailich-díj (1992)
- Széchenyi-díj (1992, a vezetékes és optikai hírközlés terén végzett több évtizedes hazai és nemzetközi kutatási és fejlesztési tevékenységéért)
- Gábor Dénes-díj (2001)
- Kozma László-emlékérem (2003)
- Magyar Köztársasági Érdemrend tisztikeresztje (2005)
- Eötvös József-koszorú (2006)
- BME VIK Pro Facultate-díj (2011)